# ياكوب بيتر
ياكوب بيتر (بالتشيكية: Jakub Petr)‏ (10 أبريل 1990 بأولوموتس في التشيك - ) هو لاعب كرة قدم تشيكي في مركز الهجوم. شارك مع منتخب التشيك تحت 17 سنة لكرة القدم ومنتخب التشيك تحت 19 سنة لكرة القدم ومنتخب جمهورية التشيك تحت 21 سنة لكرة القدم. أما مع النوادي، فقد لعب مع سلافيا براغ ونادي سيغما أولوموتس ونادي سلوفاكو.

## روابط خارجية
- ياكوب بيتر على موقع الاتحاد التشيكي (الإنجليزية)
- ياكوب بيتر على موقع قاعدة بيانات كرة القدم.إي يو (الإنجليزية)
- ياكوب بيتر على موقع Soccerway.com (الإنجليزية)
- ياكوب بيتر على موقع عالم كرة القدم.نت (الإنجليزية)